# 洋藥小虎介
洋藥小虎介（学名：Kotoracythere yangyao）为真花介科小虎介屬下的一个种。